# Gaetano Guadagni
Gaetano Guadagni (Lodi, Lombardía,  16 de febrero de 1728 - Padua, 11 de octubre de 1792) fue un cantante lírico castrato italiano .
Empleado como cantor en 1746 en la Basílica de San Antonio de Padua, debutó en ese año en el Teatro San Moisè en la ópera Zenobia de Michieli. De visita en Londres junto a un grupo de cantores cómicos, llamó la atención de Handel, que compuso varias arias para él, y tranpuso algunas partes del Mesías y de Sansón. Fue empleado por una temporada en el teatro de Haymarket. Como comediante fue alumno del actor británico David Garrick, famoso intérprete de Shakespeare. 
En 1754 cantó en el Concert Spirituel en París y Versalles. Participó en el estreno de Orfeo y Eurídice de Gluck en Viena,  interpretando el papel principal. También protagonizó el appel de Orestes en Ifigenia en Táuride de  Traetta (1763) y el papel principal en Telémaco de Gluck. 
Entre 1767 y 1769 estuvo nuevamente en Venecia, y cantó en al menos ocho nuevas óperas de Galuppi y Mysliveček.
Después de 40 años su tesitura pasa de contralto a soprano y se debilita; ya no puede cantar Orfeo, lo que pone fin a la época dorada de su carrera. Se dice que tenía un estilo de interpretación puro y sin excentricidades. 
Su hermana, Lavinia Guadagni siguió una carrera como cantante de ópera bufa, y se había casado con el compositor Felice Alessandri.
Murió en Padua en 1792 a los 64 años, luego de repartir la considerable riqueza que había acumulado durante su carrera. 